# Belgische federale verkiezingen 2010/Kandidatenlijsten/MR
Dit zijn de kandidatenlijsten van de MR voor de Belgische federale verkiezingen van 2010. De verkozenen staan vetgedrukt.

## Brussel-Halle-Vilvoorde

### Effectieven
1. Olivier Maingain (FDF)
2. Corinne De Permentier
3. François-Xavier de Donnea
4. Alain Destexhe
5. Viviane Teitelbaum
6. Damien Thiéry (FDF)
7. François van Hoobrouck d'Aspre
8. Sait Kose (FDF)
9. Olivier de Clippele
10. Carine Gol-Lescot
11. Delphine Bourgeois (FDF)
12. Angelina Chan
13. Serge de Patoul (FDF)
14. Fanane Amzi (FDF)
15. Claire Vanden Stock
16. Véronique Caprasse (FDF)
17. Jacqueline Destrée-Laurent
18. Marc-Antoine Mathijsen
19. Isabelle Kempeneers
20. Arnold d'Oreye de Lantremange (FDF)
21. Anne-Charlotte d'Ursel
22. Bernard Clerfayt (FDF)

### Opvolgers
1. Alain Courtois
2. Corinne François (FDF)
3. Eric Libert (FDF)
4. David Weytsman
5. Michèle Hasquin-Nahum
6. Gisèle Mandaila Malamba (FDF)
7. Jonathan Biermann
8. Yvan de Beauffort
9. Nathalie Gobbe
10. Marion Lemesre
11. Vincent De Wolf
12. Françoise Schepmans

## Henegouwen

### Effectieven
1. Olivier Chastel
2. Jacqueline Galant
3. Marie-Christine Marghem
4. Denis Ducarme
5. Jean-Jacques Flahaux
6. Benoît Friart
7. Caroline Taquin
8. Véronique Renard-Durenne
9. Alain Carion
10. Anne Feron
11. Alexandra Dupont
12. Philippe Bracaval
13. Carine Matysiak
14. Florence van Hout
15. Catherine Lutzeler
16. Catherine Rasmont
17. Philippe Seghin
18. Philippe Fontaine
19. Claude Criquielion

### Opvolgers
1. Olivier Destrebecq
2. Françoise Colinia
3. Hervé Cornillie
4. Isabelle Druez-Marcq
5. Séverine De Weireld
6. Cindy Rabaey
7. Véronique Damee
8. Gérald Moortgat
9. Yves Binon
10. Albert Depret
11. Jean-Luc Crucke

## Luik

### Effectieven
1. Didier Reynders
2. Kattrin Jadin
3. Daniel Bacquelaine
4. Philippe Goffin
5. Catherine Lejeune
6. Gilles Foret
7. Fabian Culot
8. Virginie Defrang-Firket
9. Jennifer Maus
10. Michaël Vanloubbeeck
11. Françoise Parent
12. Ariane Polmans
13. Marcel Neven
14. Katty Firquet
15. Philippe Monfils

### Opvolgers
1. Luc Gustin
2. Josée Lejeune
3. André Denis
4. Isabelle Freson
5. Philippe Dodrimont
6. Caroline Cassart-Mailleux
7. Pierre-Yves Jeholet
8. Hervé Jamar
9. Christine Defraigne

## Luxemburg

### Effectieven
1. Philippe Collard
2. Anne Laffut
3. Marie-Claude Weber
4. Michel Jacquet

### Opvolgers
1. Benoît Piedboeuf
2. Chantal Rasse
3. Cédric Bavay
4. Mélissa Aubry
5. Marielle Noël
6. Yves Evrard

## Namen

### Effectieven
1. Sabine Laruelle
2. David Clarinval
3. Gilles Mouyard
4. Laetitia Brogniez
5. Françoise Baily-Berger
6. Willy Borsus

### Opvolgers
1. Valérie Warzée-Caverenne
2. Bernard Ducoffre
3. Luc Bouveroux
4. Françoise Léonard
5. Philippe Bultot
6. Anne Barzin

## Waals-Brabant

### Effectieven
1. Charles Michel
2. Valérie De Bue
3. Claude Jossart
4. Brigitte Defalque
5. Emmanuel Burton

### Opvolgers
1. Jacques Otlet
2. Sybille de Coster-Bauchau
3. Christophe Dister
4. Ludivine Demeester-Henrioulle
5. Vincent Scourneau
6. Florence Reuter

## Senaat

### Effectieven
1. Armand De Decker
2. Dominique Tilmans
3. François Bellot
4. Richard Miller
5. Diana Nikolic
6. Didier Gosuin (FDF)
7. Fatoumata Sidibé (FDF)
8. Georges-Louis Bouchez
9. Jean-Pierre Malmendier
10. Tatiana Hachimi
11. Anne Thans-Debruge
12. Sophie François
13. Chantal Bertouille
14. Frédérique Ries
15. Louis Michel

### Opvolgers
1. Gérard Deprez
2. Marie-Hélène Crombé-Berton
3. Olivier Hamal
4. Stéphanie Thoron
5. Bernard de Gerlache
6. Fabienne Winerlak-Kwiat
7. Heinz Keul
8. Françoise Bertieaux
9. Jacques Brotchi